# Malicorne 4
 (février 2014).
Si vous disposez d'ouvrages ou d'articles de référence ou si vous connaissez des sites web de qualité traitant du thème abordé ici, merci de compléter l'article en donnant les références utiles à sa vérifiabilité et en les liant à la section « Notes et références ».
Albums de Malicorne
Almanach
(1976) Quintessence
(1977)
Malicorne, aussi appelé Malicorne 4, Nous sommes chanteurs de sornettes ou simplement M, est le quatrième album studio du groupe folk français Malicorne, sorti en 1977 (et son troisième et dernier album éponyme).

## Historique
Succédant à Almanach, Malicorne 4 reçut un bon accueil aussi bien par le public que par la critique[réf. nécessaire]. À l'instar des premier et deuxième albums Malicorne 1 et Malicorne 2, il ne porte pas d'autre titre que le nom du groupe et est parfois intitulé Nous sommes chanteurs de sornettes en référence à la première partie – chantée – du premier titre de l'album. 
Avec cet album, le groupe voit l'arrivée dans ses rangs d'un nouveau bassiste, Olivier Zdrzalik, ce qui permettra à Hughes de Courson de se concentrer sur les percussions. Tous les musiciens sont ici multi-instrumentistes. On notera ici la première utilisation du synthétiseur dans la discographie du groupe. Et comme c'est souvent le cas avec Malicorne, le groupe a recours ici à nombre d'instruments traditionnels méconnus du grand public.
Comme sur chaque album, on retrouve ici des chansons traditionnelles issues du répertoire français arrangées par le groupe. Gabriel Yacoub apporte sa contribution aux paroles (ajout d'un couplet sur le premier titre) et à la musique aux arrangements teintés d'influence progressive. On trouve ici aussi bien des chansons accompagnées d'instruments que des chansons a cappella ou des instrumentaux.

## Liste des titres
| No  | Titre                                                                      | Durée |
| --- | -------------------------------------------------------------------------- | ----- |
| 1.  | Nous sommes chanteurs de sornettes / Gavotte (instrumental) (traditionnel) |       |
| 2.  | Couché tard, levé matin (traditionnel)                                     |       |
| 3.  | Daniel, mon fils (traditionnel)                                            |       |
| 4.  | Le Déserteur / Le Congé (traditionnel)                                     |       |
| 5.  | La Blanche Biche (traditionnel)                                            |       |
| 6.  | Bacchu-ber (traditionnel)                                                  |       |
| 7.  | Le Jardinier du couvent (traditionnel)                                     |       |
| 8.  | Misère (traditionnel)                                                      |       |
| 9.  | La Fiancée du timbalier (texte de Victor Hugo)                             |       |
| 10. | Ma chanson est dite (traditionnel)                                         |       |

## Personnel

### Malicorne
- Gabriel Yacoub : chant, guitare acoustique et électrique, épinette des Vosges
- Marie Yacoub : chant, vielle à roue, épinette des Vosges
- Olivier Zdrzalik-Kowalski : chant, basse, orgue elka, percussions
- Laurent Vercambre : chant, violon, violoncelle, alto, viole d'amour, guitare acoustique, mandoline, mandoloncelle, claviers, mélodéon
- Hughes de Courson : chant, flûte à bec, orgue positif, piano, orgue elka, synthétiseur, cromorne, percussions, glockenspiel